# Bodil Malmsten
Bodil Malmsten, född 19 augusti 1944 i Bjärme i Näs församling i Östersunds kommun, Jämtland, död 5 februari 2016 i Maria Magdalena distrikt i Stockholm, var en svensk författare, dramatiker och kulturskribent.

## Biografi

### Uppväxt och studier
Bodil Malmstens far Ulf Malmsten var agronom och son till möbelarkitekten Carl Malmsten. Modern var Inez Alm, bonddotter från Bjärme, Jämtland. Morfadern var aktiv socialdemokrat som åkte runt på moped och hjälpte fattiga.
På grund av föräldrarnas tidiga skilsmässa blev modern ensamstående med sina döttrar Åsa och Bodil och bodde i Ol'Ersgården i Bjärme. Det var endast ett år och fem dagars åldersskillnad mellan systrarna Malmsten, så de växte upp som tvillingar, enligt Bodil Malmstens självbiografi Mitt första liv (2004). Modern tvingades dock flytta och ta arbete som hushållerska i Hälsingland, och då bodde Bodil ett halvt år hos sina morföräldrar men flyttade sedan till ett fosterhem i Vällingby, en period som hon har beskrivit som olycklig. Bland de böcker som lästes högt under barndomen finns Gamla och Nya testamentet.
Under barndomen ville Malmsten bli sjuksköterska eller balettdansös. Under tonåren var hon bland annat au pair.

### Utbildning
Malmsten studerade vid Östersunds högre allmänna läroverk, och utbildades sedan vid konstskolan Idun Loven i Stockholm 1964–1965, där hon först tränades i skapandets grunder.
Hon gick sedan på Konstakademin 1966–1967.

### Tiden i Frankrike och tillbaka till Sverige
Bodil Malmsten tog körkort 1999, sålde sina möbler och flyttade till Frankrike och var under en längre tid bosatt i ett hus på franska atlantkusten i Finistère (Bretagne). Hon kom snart att kallas "madame de la Suède" i grannskapet och lärde sig tala flytande franska.
Finistère blev också namnet på det bokförlag Malmsten grundade och som drevs i samarbete med förlaget Modernista.
Under 2008 flyttade hon därifrån till en lägenhet i Saint-Nazaire vid Loires utlopp. År 2010 flyttade hon tillbaka till Sverige. Orsaken var enligt Malmsten: "Tiden och livet. Tiden och anhörigheten. Och mycket av det var rent praktiskt. Jag var 63 år och det är nästan omöjligt att få tag på hantverkare i Finistère. Om en takpanna hade blåst av hade jag inte haft något tak. Om ett rör hade sprungit läck hade jag varit utan toalett för eviga tider. Huset var ganska stort. Det var ytor att hålla ordning på, mycket som måste fungera. Att ha ett hus är mycket att orka för en liten tant."
2015 gick Malmsten ut med att hon diagnosticerats med cancer, men menade att det var värre att tänka på sina anhörigas död än sin egen.
Den 5 februari 2016 avled Bodil Malmsten i sitt hem. Hennes kvarlevor finns i Maria Magdalena urnlund i Stockholm.

### Familj och privatliv
Under 1960- och 1970-talen var hon sambo med illustratören Peter Csihas (1945–2011), och 1984–1994 hade hon en relation med musikproducenten Kjell Andersson. Tillsammans med Csihas fick hon 1967 dottern Stefania Malmsten, som kom att bli grafisk formgivare.
Trots att Malmsten medverkade i många intervjuer var hon mån om sitt privatliv. 
| ” | Bodil Malmsten själv har inga problem med att hålla isär personligt och privat. Det är media och allmänhet som har det, menar hon. Säger hon något generellt om antidepressiv medicin och panikångest som hon gjorde i radio i somras, tolkas det genast som att hon "talar ut" om sin egen eventuella panikångest. Det är vådan av att skriva personliga böcker: att omgivningen begår misstaget att tro att de har full insyn rakt in i författarens liv. Så är det inte. – Så fort man sätter sig vid datorn eller gör en anteckning så kan det aldrig vara ens privata jag. Det är alltid en vinkling. Det är jaget i boken som drar iväg. Bodil Malmsten: "Även paradiset har sina avigsidor" av Annina Rabe | „ |

Till vardags höll hon på med yoga, tittade på polisserier på TV och gillade vardagssysslor.

## Författarskap
Bodil Malmsten debuterade med barnboken Ludvig åker (1970) tillsammans med Peter Csihas. Hennes första diktbok var Dvärgen Gustaf (1977). Den  inleds med en dikt till Birger Wikström, som Malmsten menar är en oförtjänt bortglömd författare. Bland hennes andra inspirationskällor finns Thomas Bernhard, Samuel Beckett och Stig Claesson. Dvärgen Gustaf kretsar kring en dvärg som driver en cirkus, i korta dikter (till skillnad från de längre dikter hon skrev senare) och fick delvis negativ kritik, något som ibland ses som en orsak till att det dröjde sju år till hennes nästa diktsamling.

### Genombrott
Bodil Malmsten fick sitt genombrott med diktsamlingen Damen, det brinner! (1984), som handlar om ensamhet och längtan efter kärlek och gemenskap. Bland hennes nästkommande diktsamlingar kan nämnas Paddan och branden (1987), Nåd och onåd, idioternas bok (1989) och Nefertiti i Berlin (1990). Hon blev eftersökt uppläsare av sina egna dikter. Hon beskrev ofta livet i fritt associerande språng mellan de stora frågorna och den individuella erfarenheten, och skrev på rim vid en tid då detta ansågs omodernt. Rimmen kan ibland vara tämligen hejdlösa som när hon rimmade parallelliskt på parabolantenniskt.
År 1990 sattes Bodil Malmstens pjäs Nåd och onåd upp på Teater Plaza i Stockholm, och senare gjordes Den underbara bysten på Stockholms stadsteater. Bägge var baserade på hennes dikter.

### Romaner
Bodil Malmsten debuterade som romanförfattare 1994 med Den dagen kastanjerna slår ut är jag långt härifrån, om den åldrade teaterdivan Maurice. Arbetet tog drygt sex år. Boken fick positiv kritik och nominerades till Augustpriset. Att boken blev huvudbok i Månadens bok gjorde att hon fick ett rejält tillskott i ekonomin.
Hennes andra roman, Nästa som rör mig (1996) handlade också om en falnande stjärna, fotomodellen Johanna. Samma år satte Uppsala stadsteater upp dramat Tid och otid, vars handling kretsar kring kändisskapets baksida.
Därefter gav hon ut novellsamlingen Undergångarens sånger (1998) som återigen berör ämnet isolering.

### Författande i Frankrike
Med romanen Priset på vatten i Finistère (2001), om att bryta upp och välja en helt ny riktning i livet, fick hon ett nytt publikt genombrott. Hon började då också att skriva mer självbiografiskt och samhällskritiskt. Priset på vatten i Finistère, exempelvis, handlar om en medelålders kvinna som flyttar till Finistère och får förslaget att hon ska skriva en bok om sitt liv.
2004 gav hon ut Mitt första liv: den gudarna älskar dör inte, en självbiografi om tiden i Jämtland. Boken är delvis en uppgörelse med den egna generationens egoism och materialism, men också med socialdemokraternas förvandling. Samma tema hade hennes novellsamling För att lämna röstmeddelande, tryck stjärna (2005, uppsatt på Stockholms stadsteater samma år), där delar av handlingen kretsar kring strider med Försäkringskassan.
Från hösten 2005 skrev Bodil Malmsten kontinuerligt på bloggen Finistere. Hon utvecklade där en stil med korta och ofta drastiska dagsanteckningar, som sedan samlats och givits ut i bokform som "loggbok, dagslägesberättelse, journal" i fem volymer. Ett halvår efter hennes död gavs dessa ut i samlingsvolymen Loggböckerna 2005 - 2013.
2008 gav Malmsten ut Sista boken från Finistère, som är en uppföljare till Priset på vatten i Finistère, men som handlar om hur den medelålders kvinnan från den tidigare boken tvingas bort från paradiset av oklara omständigheter, samtidigt som hon skriver en erotisk bok.

### Tillbaka i Sverige
2012 presenterade Malmsten hur hon arbetar som författare i boken Så gör jag. Boken innehåller bland annat diskussioner om liknelser, inspiration, den första meningen, skrivprocessen, dramaturgi, grammatik och folkbildning, men kanske främst om läsning. Bland de delar som hon framhåller som författare är att skrivprocessen innehåller en "helvetesperiod", när skrivandet går trögt.
Efter att hon diagnosticerats med cancer, skrev hon utförligt om sin sjukdom och vården på Karolinska sjukhuset, på sin blogg. Hennes sista bok blev diktsamlingen Det här är hjärtat (2015), som gavs ut året innan hon avled. Det var den första diktsamlingen hon gav ut på drygt tjugo år och kretsar kring sjukdom och sorg, samtidigt som Malmsten själv led av cancer. Hon gjorde sitt sista offentliga framträdande i december 2015.
Bodil Malmsten har även rönt framgång som dramatiker, för både radio, TV och teaterscenen. Nakna damer på nedre botten mittemot har satts upp på Stockholms stadsteater. Hon har också varit aktiv som krönikör och kåsör, något som bland annat resulterat i samlingsvolymen Det är ingen ordning på mina papper (1991) och uppföljaren Det är fortfarande ingen ordning på mina papper (2003). Dessutom har hon översatt andras böcker och regisserat radioteater. Hon har själv läst in flera av sina böcker som talböcker.

## Erkännande
Bodil Malmsten fick under sin livstid ta emot ett flertal priser och utmärkelser. I december 2005 fick hon tillsammans med författaren Göran Palm dela på Ivar Lo-Johanssons personliga pris, som delas ut av styrelsen för Ivar Lo-Johanssons författarfond. Den gemensamma motiveringen var "för långvariga litterära insatser, väl förankrad i donatorns dröm om en social och förändrande litteratur". Om Malmsten säger motiveringen att hon "gestaltar de sociala och psykologiska konflikterna med en precis lyhördhet, inte minst i monologsamlingen För röstmeddelande tryck stjärna". Den sammanlagda prissumman är 300 000 kronor. Samma år fick hon även motta Länstidningen Östersunds kulturpris. Hon utnämndes till hedersdoktor av den humanvetenskapliga fakulteten vid Mittuniversitetet 2006.
I januari 2010 tilldelades hon medaljen Litteris et Artibus, för framstående konstnärliga insatser, av kung Carl XVI Gustaf.
2007 gav gruppen Eldkvarn ut låten "Blues för Bodil Malmsten".
Bodil Malmsten sommarpratade i radioprogrammet Sommar 1980, 1981, 1985, 1986, 1987, 1989, 1991, 1993, 2002 och var Vintervärd 2012. Hon spelade även en roll i den svenska filmen Den allvarsamma leken.
2021 gav sångerskan Ellen Sundberg, också från Bjärme, ut ett album med tonsatta dikter av Bodil Malmsten: "Ett bloss för Bodil Malmsten"

### Översättningar
- 1979 – A chorus line, idé: Michael Bennett, text: James Kirkwood & Nicholas Dante; musik: Marvin Hamlisch; sångtexter: Edward Kleban (musikal)[40]
- 2002 – Nine, the musical, bok av Arthur Kopit; musik och text: Maury Yeston ; svensk dialog efter det amerikanska originalet av Jan Mark; svenska sångtexter av Bodil Malmsten[41]
- 2005 – De sammansvurna av Thomas Bernhard, bearbetning: Gunnel Lindblom (pjäs)[42]
- 2005 – Kvartetten av Ronald Harwood (pjäs)[43]
- 2011 – Gertrude Stein, Gertrude Stein, Gertrude Stein av Marty Martin (pjäs)[44][45]
- 2014 – Resan, text: Veronica Salinas (barnbok)[46]

## Priser och utmärkelser
- 1990 – Östersunds-Postens litteraturpris
- 1991 – Landsbygdens författarstipendium
- 1992 – Stig Carlson-priset
- 1993 – Ferlinpriset
- 1995 – Årets författare (SKTF)
- 1996 – Aniarapriset
- 2002 – Karl Vennbergs pris
- 2003 – Signe Ekblad-Eldhs pris
- 2004 – En bok för allas litterära humorpris för Mitt första liv
- 2004 – Piratenpriset
- 2005 – Länstidningen Östersunds kulturpris
- 2006 – Ivar Lo-Johanssons personliga pris
- 2006 – Hedersdoktor vid Mittuniversitetet
- 2007 – Hedenvind-plaketten
- 2010 – Litteris et Artibus
- 2014 – Samfundet De Nios Särskilda pris
- 2015 – Albert Bonniers Stipendiefond för svenska författare för Det här är hjärtat[20]

## Teater

### Dramatik (urval)
- 1984 – P. Svanslös (även regi), Oscarsteatern[47]